# Hoàng Văn Bình (cầu thủ bóng đá)
Hoàng Văn Bình (sinh ngày 1 tháng 2 năm 1989) là cầu thủ bóng đá chuyên nghiệp đang chơi bóng ở V.League - 1 tại Việt Nam cho câu lạc bộ Câu lạc bộ bóng đá Sông Lam Nghệ An và từng là tuyển thủ đội tuyển bóng đá quốc gia Việt Nam. Sau khi giải nghệ, anh chuyển sang làm công tác huấn luyện cho đội U-11 Sông Lam Nghệ An và có bằng huấn luyện hạng C do Liên đoàn bóng đá Việt Nam VFF-AFC tổ chức.

## Sự nghiệp
Sự nghiệp Cấp CLB 
Năm 2003: Vào lò đào tạo SLNA
Năm 2008: Lên đội 1 SLNA
Năm 2014-10/2015: Khoác áo B.BD
10/2015-6/2018: Khoác áo FLC Thanh Hóa
6/2018 đến nay: Hiện Văn Bình đang tìm kiếm bến đỗ mới sau khi chia tay FLC Thanh Hóa, anh còn nửa năm hợp đồng tại đây, nhưng không phù hợp với triết lý bóng đá của HLV Đức Thắng nên anh đã bị thanh lý hợp đồng. Tuy nhiên anh vẫn là hàng hót trên thị trường chuyển nhượng.
Cuối năm 2018- đầu năm 2019: Khoác áo SLNA với hợp đồng 1 năm sau khi hết hạn hợp đồng mượn từ FLC Thanh Hóa 
Cuối năm 2019: Giã từ sự nghiệp cầu thủ nhưng chuyển sang làm huấn luyện viên đội trẻ, đầu tiên là U-11 Sông Lam Nghệ An.
Sự nghiệp Cấp đội tuyển
Năm 2008: Khoác áo U20 Việt Nam
Năm 2009-2011: Khoác áo U23 Việt Nam
Năm 2012: Khoác áo ĐT Việt Nam
Năm 2016: Từ giã đội tuyển Việt Nam sau bán kết AFF Suzuki Cup 2016
Lấn sân vào kinh doanh
Năm 2013, sau khi lập gia đình, Văn Bình cùng vợ mở hệ thống cửa hàng bán đồ gia dụng tại TP.Vinh. Chuỗi hệ thống bán hàng này được Văn Bình đầu tư hàng tỷ đồng và đây chính là nguồn thu chính của đôi vợ chồng trẻ. Văn Bình đang ấp ủ nhiều kỳ vọng vào kinh doanh và việc đầu quân cho FLC Thanh Hóa sẽ giúp anh có nhiều cơ hội được gần nhà cùng vợ phát triển kinh doanh.

### Ra sân đội tuyển quốc gia
| Năm  | Trận | Bàn |
| ---- | ---- | --- |
| 2013 | 1    | 0   |
| Tổng | 1    | 0   |

## Danh hiệu
- Cấp CLB:

Với câu lạc bộ Sông Lam Nghệ An:
 Vô địch Giải bóng đá vô địch quốc gia Việt Nam
  Vô địch Giải bóng đá vô địch U-17 Quốc gia 2005 và Giải bóng đá vô địch U-19 Quốc gia 2007
Với câu lạc bộ Becamex Bình Dương:
 Vô địch Giải bóng đá vô địch quốc gia 2014 và Giải bóng đá vô địch quốc gia 2015

Với câu lạc bộ Thanh Hóa:
 Á quân Giải bóng đá vô địch quốc gia 2017
- Đội tuyển quốc gia

  Vô địch  Giải vô địch bóng đá U-20 Đông Nam Á 
Có con là Hoàng Vương Quốc Huy